# Himmelstempel
Der Himmelstempel bzw. Himmelsaltar (chinesisch 天壇 / 天坛, Pinyin Tiāntán, umgangssprachlich auch 北京天壇 / 北京天坛,  Běijīng Tiāntán – „der Himmelstempel von Peking“) ist eine Tempelanlage in Peking, in der die Kaiser der Ming- und Qing-Dynastien jedes Jahr für eine gute Ernte beteten. Er wurde 1406–20 in der Ming-Dynastie unter dem Kaiser Yongle erbaut.
Die Anlage wurde 1998 von der UNESCO in die Liste des Welterbes aufgenommen.

## Anlage
Die Anlage liegt im ehemaligen Bezirk Chongwen im Süden der Stadt inmitten eines großen Parks. Die gesamte Anlage ist von einer kilometerlangen doppelten Mauer umgeben. Im nördlichen Teil der Anlage haben die Mauern einen runden Grundriss, während der südliche Grundriss viereckig ist. Von oben betrachtet sieht der Mauergrundriss also wie eine langgezogene Kuppel aus. Diese Form rührt aus der Vorstellung, dass der Himmel rund und die Erde eckig sei. Durch die doppelte Mauer um die gesamte Anlage, in einem Abstand von etlichen Metern, entsteht ein innerer und ein äußerer Bereich des Tempels. Die wichtigsten Gebäude der Anlage befinden sich im inneren Bereich. Auch der innere Bereich ist von einer Mauer unterteilt und bildet so einen nördlichen und einen südlichen Teil des Tempels. Die Treppen des Tempels stehen symbolisch für den Weg zu den Göttern.
Im nördlichen Teil befindet sich das wichtigste Gebäude des Tempelbezirks, die „Halle der Ernteopfer“ (祈年殿,  Qíniándiàn), auch „Halle des Erntegebets“ (大祈殿,  Dàqídiàn) genannt. Der 36 Meter breite und 38 Meter hohe Rundbau hat einen kreisförmigen Grundriss und steht auf einer dreistufigen Marmorterrasse (圆丘,  yuánqiū). Diese etwa 20 Meter hohe Terrassenbasis hat Ähnlichkeiten mit den mittelamerikanischen Stufentempeln. Die Halle wurde 1420 von Kaiser Yongle errichtet, brannte 1889 ab und wurde 1890 neu errichtet und ist ein Wahrzeichen Pekings. Dieser nördliche Bereich diente hauptsächlich als Altar im Frühjahr, um für die Ernte zu beten.
Im südlichen Teil steht das zweite große Gebäude, die „Halle des Himmelsgewölbes“ (皇穹宇,  Huángqióngyǔ), eine kleinere, ebenfalls kreisrunde Tempelhalle. Sie ist umgeben von der „Echomauer“ (回音壁,  Huíyīnbì), einer absolut glatten und exakt kreisförmigen Mauer. Durch ihre runde Form werden Schallwellen an der Mauer entlanggeführt und können überall an der Mauer wahrgenommen werden. Spricht man also gegen die Echomauer, kann man selbst an der gegenüberliegenden Stelle hören, was gesagt wurde. Dieses Prinzip ist in Europa als Flüstergewölbe bekannt, in Schlössern und Stiften auch als Flüsternische.
Die südliche Halle diente zusammen mit der dreistufigen Marmorterrasse, die sie ebenso wie der Nordteil aufweist, als Altar während der Wintermonate.
Die Marmorterrasse sowie die nördliche und südliche Halle stehen auf einer Nord-Süd-Achse im Zentrum der gesamten Anlage. Die Hallen sind durch die 360 Meter lange Danbi-Brücke (丹陛桥,  Dānbìqiáo) miteinander verbunden. Diese Brücke verbindet also den nördlichen und südlichen Teil der Anlage. Die gesamte Tempel-Achse mit Terrasse und Hallen ist 1200 Meter lang und wird von alten Bäumen flankiert. Damit ist der Himmelstempel nach eigenen Angaben die längste Anlage zur Himmelsanbetung der Welt.
Wichtig zu erwähnen ist noch, dass die Treppen, die zum Tempel führen, für den Weg zu den Göttern stehen sollen.

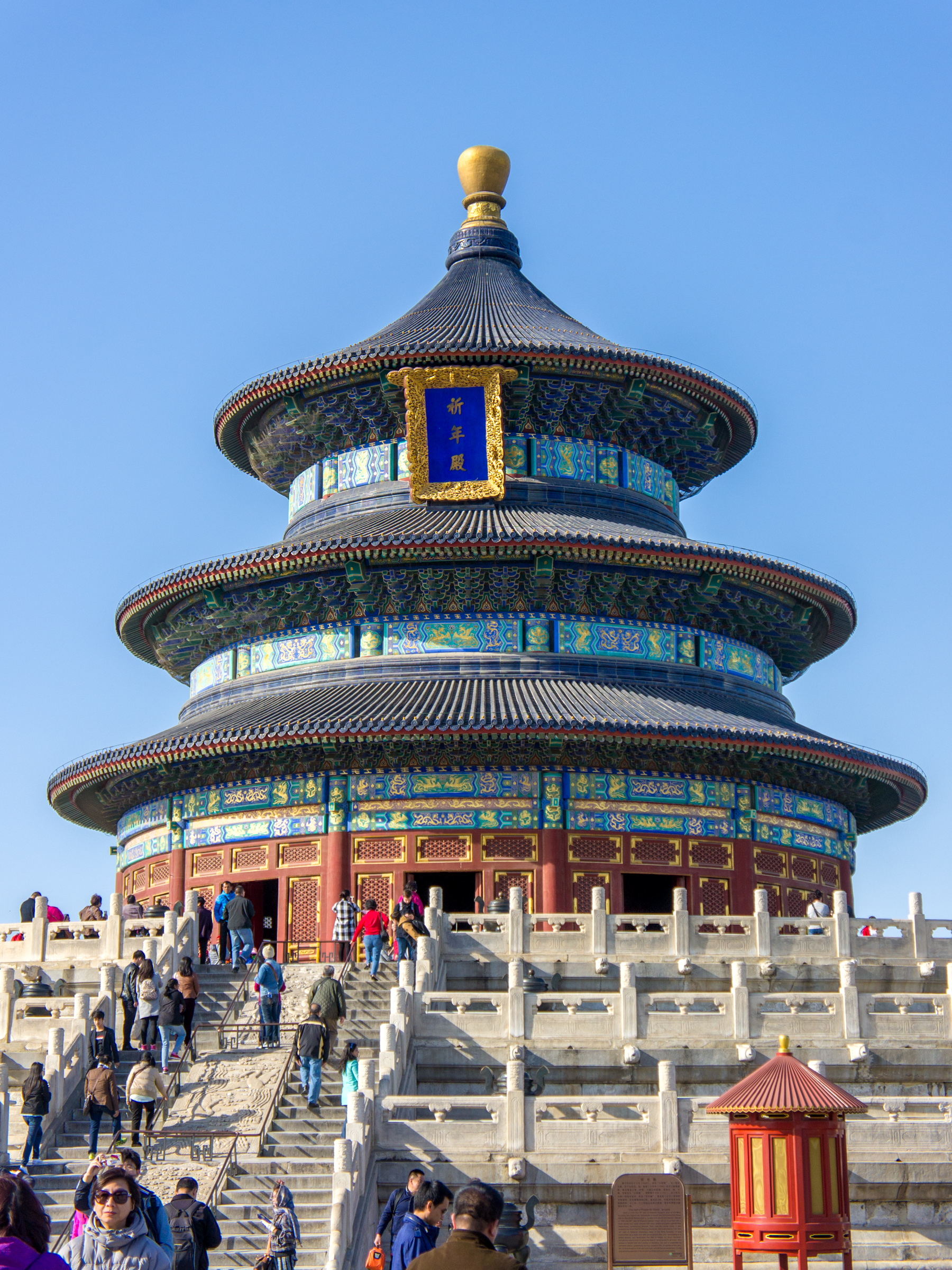
Halle der Ernteopfer
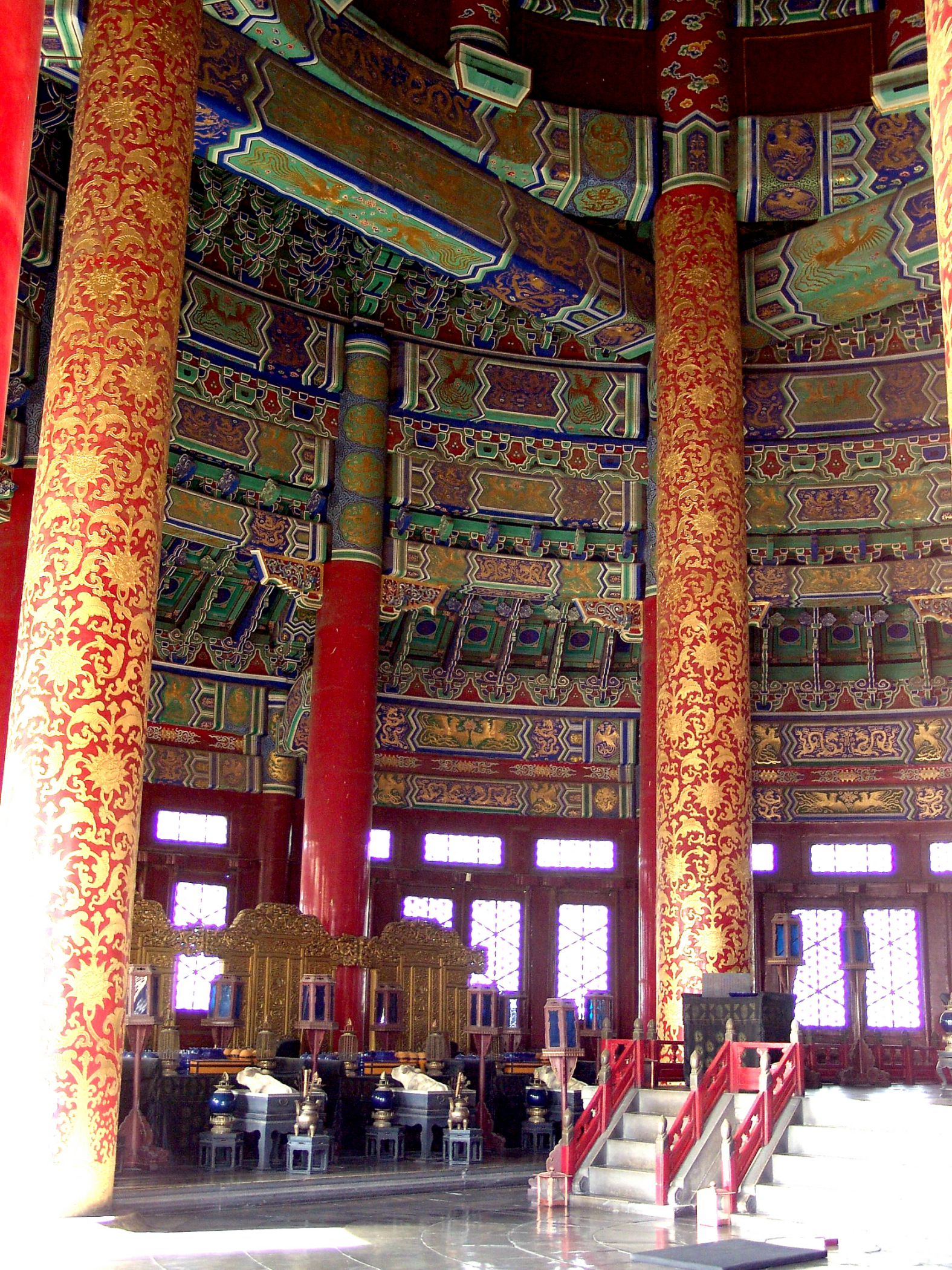
Innenraum der Halle der Ernteopfer
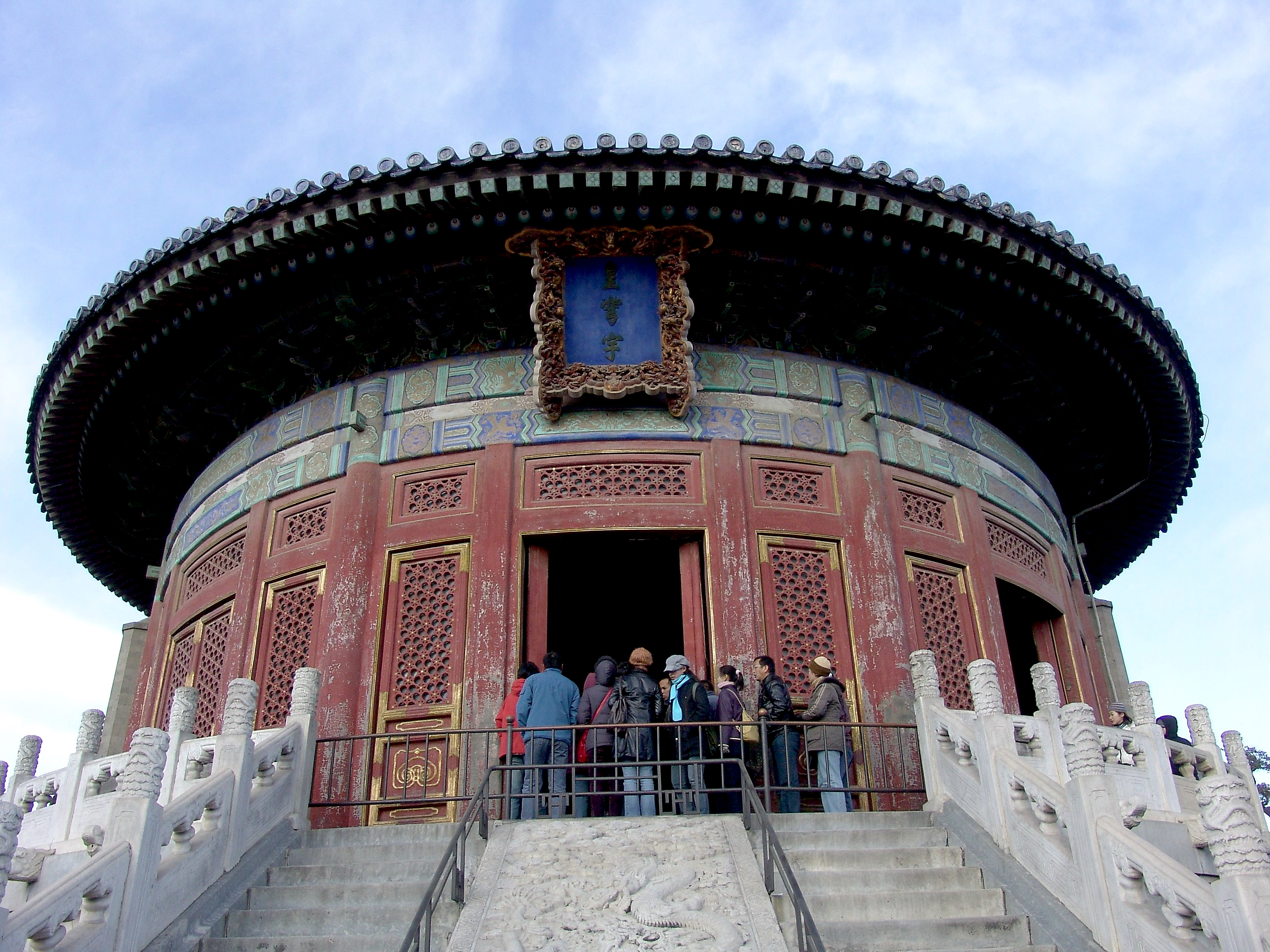
Aufgang zur Halle des Himmelsgewölbes
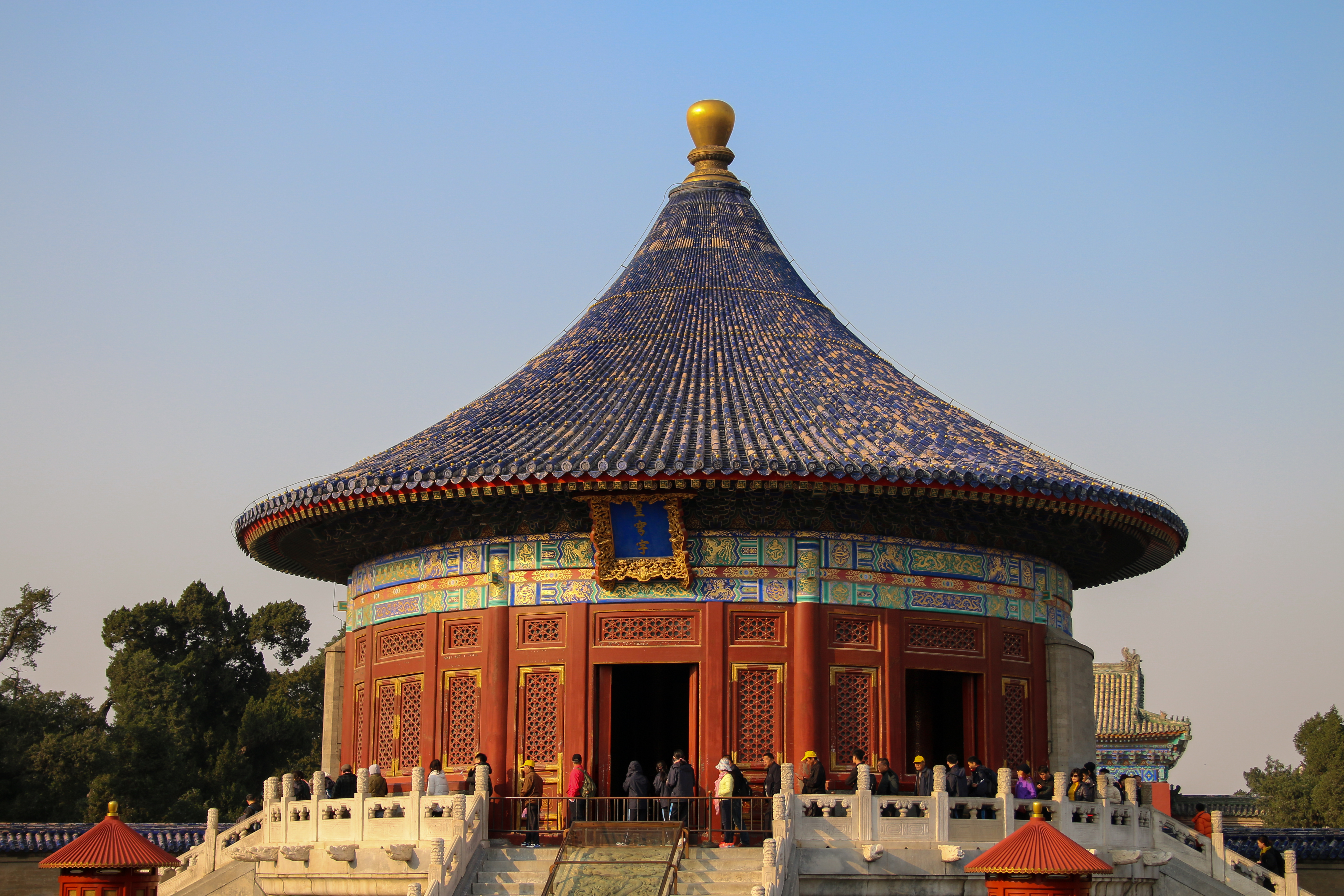
Halle des Himmelsgewölbes
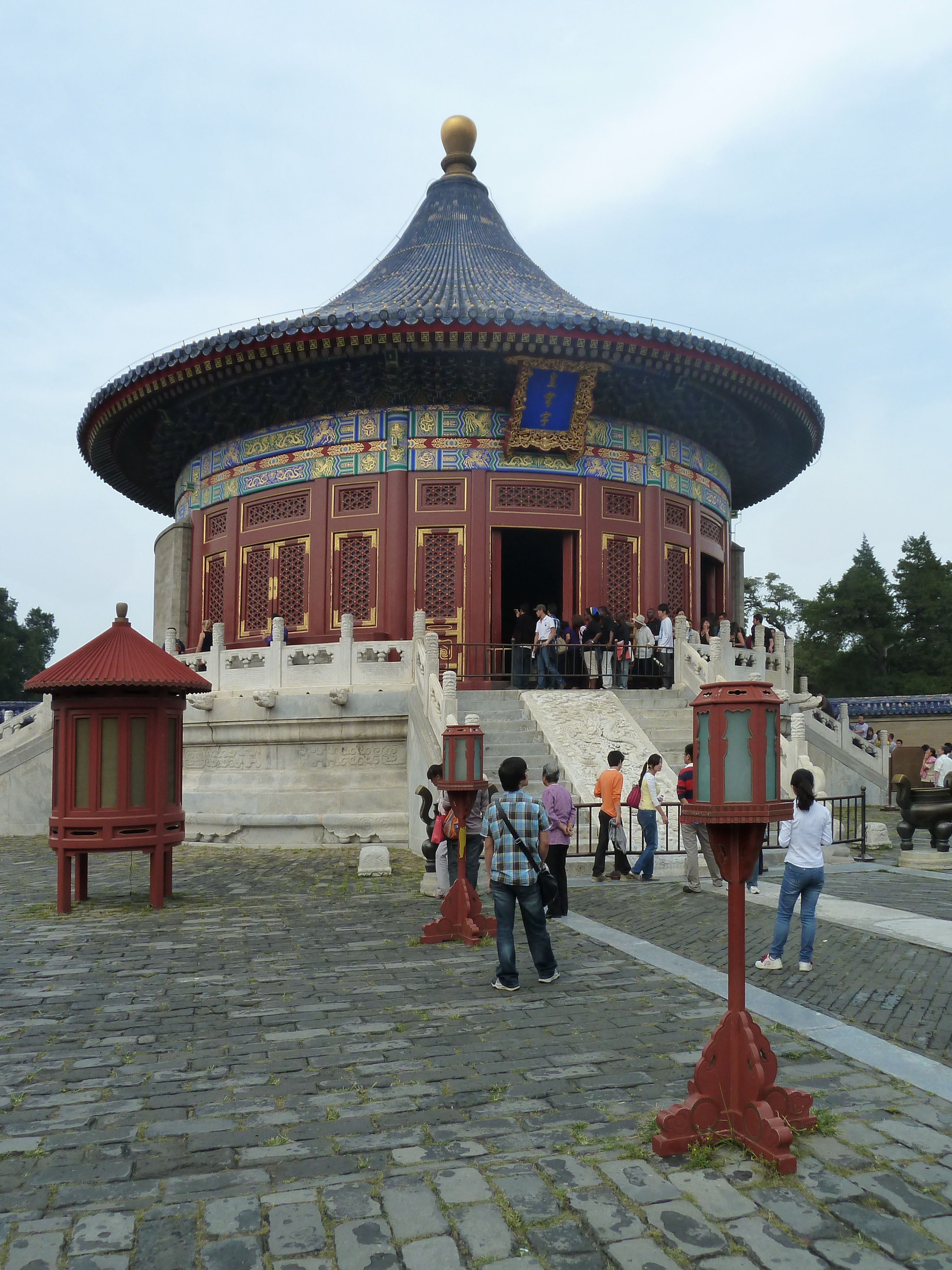
Halle des Himmelsgewölbes

## Bedeutung
Der Tempel wurde 1998 von der UNESCO in die Liste des Welterbes aufgenommen. In der Begründung für die Aufnahme beschreibt die UNESCO die Bedeutung der Anlage in drei Kriterien: Der Himmelstempel als ein Meisterwerk der Architektur und Landschaftsgestaltung sei wichtig für die Entwicklung der chinesischen Kultur gewesen, sein Design habe andere ostasiatische Kulturen stark beeinflusst, und er symbolisiere die Legitimation der chinesischen Feudalherrschaft von über 2000 Jahren.

## Nachbau (Taiwan)
Ein Nachbau des Pekinger Himmelstempels befindet sich im Wushantou-Himmelstempel-Park (乌山头天坛公园 Wūshāntóu Tiāntán Gōngyuán) in der Republik China auf Taiwan Er wurde 1973 auf private Initiative erbaut und ist dort eine lokale Touristenattraktion. 2020 wurde dort eine umfassende Restaurierung durchgeführt.